# Águila Blanca
Águila Blanca es una película argentina dirigida por Carlos Hugo Christensen sobre guion de Yamandú Rodríguez que se estrenó el 16 de abril de 1941 y que tuvo como protagonistas a Francisco Petrone, Pablo Palitos, Felipe Romito, Eduardo Cuitiño, Celia Podestá y Tito Alonso. Fue parcialmente filmada en la Colonia de Sacramento (Uruguay).

## Sinopsis
Un marino lleva a su hijo en un viaje en velero para probar su comportamiento.

## Reparto
- Francisco Petrone
- Pablo Palitos
- Felipe Romito
- Eduardo Cuitiño
- Celia Podestá
- Tito Alonso
- Amanda Diana
- Mariana Martí
- Herminia Mancini
- Miguel Coiro
- Eduardo Primo

## Comentarios
La crónica de La Nación dijo:

«Realización con soltura técnica. Un brochazo exterior de la vida de nuestro río en un film argentino.»

Manrupe y Portela escribieron:

«Segunda película de Christensen, con tema trillado pero con algunos asomos formales del que sería su estilo.»

En Crítica opinó Ulyses Petit de Murat:

«La base no era buena pero tampoco contribuye a su arquitectura un encuadre anticuado...con cortes arbitrarios, acciones paralelas insuficientemente explicadas y falta general de cohesión.»